# Д-р Куин Лечителката
„Доктор Куин Лечителката“ (на английски: Dr. Quinn, Medicine Woman) е американски медицински сериал, създаден от Бет Съливан.

## Сюжет
След смъртта на своя баща и колега, д-р Микаела Куин напуска родния си дом в Бостън в търсене на нови предизвикателства и се установява в градчето Колорадо Спрингс. Младата жена, изпълнена с надежди и кураж, мечтае за нов дом и своя практика, но е посрещната враждебно и недоверчиво от местните. Постепенно, доказвайки своя професионализъм и добро сърце, тя печели доверието и уважението на хората. Сблъсква се с куп неприятности, природни бедствия и епидемии, осиновява трите деца на своя близка приятелка, но до нея неизменно стои Съли, готов да я защити от всичко.

## Актьори
Ролята на Доктор Микаела Куин се изпълнява от Джейн Сиймур, ролята на Съли — от Джо Ландо, ролята на трите деца за които се грижи д-р Куин са: Матю Купър Чад Алън, Колийн Купър Ерика Флорес и Брайън Купър Шон Туви. Фабулата се развива във времето след Гражданската война в САЩ през 19 век.

## Епизоди и сезони
Сериалът съдържа 6 сезона в период епизоди от 17 до 27. Доктор Куин лечителката съдържа общо 151 епизода. Има направени и два филма.
- 1 сезон – 17 епизода
- 2 сезон – 24 епизода
- 3 сезон – 25 епизода
- 4 сезон – 27 епизода
- 5 сезон – 26 епизода
- 6 сезон – 22 епизода

## „Д-р Куин Лечителката“ в България
Сериалът се излъчва през 90-те години на XX век в България и е един от първите сериали, добили голяма популярност на медицинска тематика. В дублажа участват Даринка Митова, Станислав Пищалов и Чавдар Монов.
На 10 септември 2012 г. започва повторно излъчване по Нова телевизия всеки делничен ден от 15:00 с повторение от 04:00. Ролите се озвучават от артистите Даниела Йорданова, Йорданка Илова, Петя Миладинова, Силви Стоицов, Георги Георгиев-Гого и Николай Николов.